# Word of Mouth
Albums de The Kinks
State of Confusion
(1983) Think Visual
(1986)
Singles
1. Good Day (en)
Sortie : 10 août 1984
2. Do It Again (en)
Sortie : 4 décembre 1984
3. Living on a Thin Line (en)
Sortie : janvier 1985
4. Summer's Gone (en)
Sortie : 18 mars 1985

Word of Mouth est un album du groupe anglais de rock The Kinks. Il est sorti en 1984 chez Arista Records. C'est le dernier album du groupe paru sur ce label, et c'est aussi le dernier album des Kinks avec le batteur Mick Avory, qui les quitte pendant les séances d'enregistrement.

## Titres
Toutes les chansons sont écrites et composées par Ray Davies, sauf mention contraire.
| 1. | Do It Again (en)           |             | 4:14 |
| 2. | Word of Mouth              |             | 3:51 |
| 3. | Good Day (en)              |             | 4:35 |
| 4. | Living on a Thin Line (en) | Dave Davies | 4:16 |
| 5. | Sold Me Out                |             | 3:44 |

| 6.  | Massive Reductions |             | 3:15 |
| 7.  | Guilty             | Dave Davies | 4:12 |
| 8.  | Too Hot            |             | 4:08 |
| 9.  | Missing Persons    |             | 2:53 |
| 10. | Summer's Gone (en) |             | 3:58 |
| 11. | Going Solo         |             | 3:58 |

La réédition CD de l'album comprend deux titres supplémentaires.
| 12. | Good Day (version longue)      | 5:31 |
| 13. | Summer's Gone (version longue) | 4:54 |

## Musiciens
- Ray Davies : chant, guitare, claviers, harmonica, boîte à rythmes
- Dave Davies : guitare, chœurs, chant sur Living on a Thin Line et Guilty
- Jim Rodford : basse, chœurs
- Bob Henrit : batterie, percussions
- Mick Avory : batterie, percussions
- Ian Gibbons : claviers, chœurs